# Billy Ray Cyrus
William "Billy" Ray Cyrus (Flatwoods, 25 de agosto de 1961) é um cantor de música country, compositor, ator e filantropo dos Estados Unidos, que tornou-se um fenômeno mundial na música country. Tendo lançado doze álbuns de estúdio e 44 singles desde 1992, é mais conhecido pelo single "Achy Breaky Heart", que se tornou o primeiro e único a alcançar o status de platina triplo na Austrália. Foi também o único single mais vendido no país em 1992. Graças ao videoclipe deste hit, o linedance tornou-se mania em todo o mundo. Cyrus, é recordista de vendas de discos, marcou um total de oito singles no top-10 da Billboard Hot Country Songs. Seu álbum mais bem sucedido é o estreante Some Gave All, com certificação 9 de multi-platina nos Estados Unidos e o álbum de estreia que mais permaneceu em primeiro lugar na Billboard 200 (17 semanas consecutivas). é também o único álbum de estreia no top-ranking por um artista country masculino. Permaneceu 43 semanas no top 10, uma marca superada por apenas um álbum country na história, Ropin' The Wind de Garth Brooks. Some Gave All foi também o primeiro álbum a alcançar o número 1 na Top Country Albuns. O álbum vendeu mais de 20 milhões de cópias em todo o mundo, é o álbum de estreia mais vendido de todos os tempos por um artista masculino. Some Gave All também foi o álbum mais vendido de 1992, nos EUA com 4 832 000 cópias. Em sua carreira, lançou 35 singles, dos quais 15 alcançaram o Top 40.
De 2001 a 2004, Cyrus protagonizou a série Doc. Em Doc interpretou um médico do interior que se muda de Montana para Nova York.
É o pai da também cantora e atriz Miley Cyrus que decidiu seguir os passos do pai. Ambos atuaram lado a lado na série Hannah Montana, onde interpretam respectivamente Robby Ray Stewart e Miley Stewart, personagens cujos nomes carregaram semelhanças aos nomes artísticos dos atores. Em Hannah Montana, ele largou o country e mudou o nome para Robert Raymond Stewart, ou Robbie Ray para poder cuidar dos filhos Miley e Jackson Stewart, interpretado por Jason Earles.

## Discografia

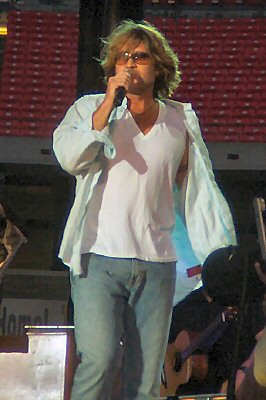
Billy Ray em concerto.

### Álbuns de estúdio
- 1992: Some Gave All
- 1993: It Won't Be the Last
- 1994: Storm in the Heartland
- 1996: Trail of Tears
- 1998: Shot Full of Love
- 2000: Southern Rain
- 2003: Time Flies
- 2003: The Other Side
- 2006: Wanna Be Your Joe
- 2007: Home at Last
- 2009: Back to Tennessee
- 2011: I'm American
- 2012: Change My Mind
- 2016: Thin Line
- 2017: Set the Record Straight
- 2019: The SnakeDoctor Circus

### Coletâneas
- 1997: The Best of Billy Ray Cyrus: Cover to Cover
- 2003: 20th Century Masters – The Millennium Collection: The Best of Billy Ray Cyrus
- 2004: The Definitive Collection
- 2008: Love Songs
- 2011: Icon

## Filmografia

### Cinema
| Ano  | Título                                                      | Personagem        | Notas         |
| ---- | ----------------------------------------------------------- | ----------------- | ------------- |
| 2000 | Radical Jack                                                | Jack              |               |
| 2001 | Mulholland Drive                                            | Gene              |               |
| 2001 | Wish You Were Dead                                          | Dean Longo        |               |
| 2004 | Death and Texas                                             | Spoade Perkins    |               |
| 2004 | Elvis Has Left the Building                                 | Hank              | Não creditado |
| 2008 | Bait Shop                                                   | Hot Rod Johnson   |               |
| 2008 | Hannah Montana and Miley Cyrus: Best of Both Worlds Concert | Ele mesmo         | Documentário  |
| 2009 | Hannah Montana: The Movie                                   | Robby Ray Stewart |               |
| 2009 | Flying By                                                   | George Barron     |               |
| 2010 | The Spy Next Door                                           | Colton James      |               |
| 2014 | Like a Country Song                                         | Bo Reeson         |               |

### Televisão
| Ano       | Trabalho                       | Personagem                            | Notas                                                               |
| --------- | ------------------------------ | ------------------------------------- | ------------------------------------------------------------------- |
| 1995      | The Nanny                      | Ele mesmo                             | Episódio: "A Kiss Is Just a Kiss"                                   |
| 1997      | Diagnosis Murder               | Ele mesmo                             | Episódio: "Murder, Country Style"                                   |
| 1999      | Love Boat: The Next Wave       | Lasso Larry Larsen                    | Episódio: "Divorce, Downbeat and Distemper"                         |
| 2000      | 18 Wheels of Justice           | Henry Conners / Casey                 | Episódio: "Games of Chance"                                         |
| 2001-2004 | Doc                            | Dr. Clint 'Doc' Cassidy               | 88 episódios                                                        |
| 2004      | Degrassi: The Next Generation  | Duke                                  | Episódio: "The Power of Love"                                       |
| 2006-2011 | Hannah Montana                 | Robby Ray Stewart / Bobby Ray Stewart | 100 episódios                                                       |
| 2008      | Phineas and Ferb               | Buck Buckerson                        | Episódio: "It's a Mud, Mud, Mud, Mud World/The Ballad of Badbeard " |
| 2009      | Christmas in Canaã             | Daniel Burton                         | Filme de TV                                                         |
| 2010      | Are We There Yet?              | Luke Bonnie                           | Episódio: "The Hand on a House"                                     |
| 2011-2012 | 90210                          | Judd Ridge                            | 2 episódios                                                         |
| 2011      | Christmas Comes Home to Canaã  | Daniel Burton                         | Filme de TV                                                         |
| 2014      | Sharknado 2: The Second One    | Doutor Quint                          | Filme de TV                                                         |
| 2014      | Newsreaders                    | Ele mesmo                             | Episódio: "America's Unknown President; Reporter on House Arrest"   |
| 2016-2017 | Still the King                 | Vernon Brownmule                      | 26 episódios                                                        |
| 2017      | Blaze and the Monster Machines | Lazard                                | Episódio: "Animal Island"                                           |